# Журавлівка (станція)
Журавлівка — стикова залізнична станція Жмеринської дирекції Південно-Західної залізниці на електрифікованій лінії Жмеринка — Вапнярка між станціями Юрківка (15 км) та Вапнярка (8 км). Розташована в селі Маяки Тульчинського району Вінницької області. Неподалік станції пролягає межа між Південно-Західною та  Одеською залізницею.

## Історія
У 1870 року побудована ділянка залізниці Жмеринка — Балта, на якій у 1876 році відкрита станція Журавлівка в складі дільниці Жмеринка — Балта. Назву станції походить від сусіднього однойменного села, що розташоване за 2 км від станції.
26-27 липня 1919 року, в ході Вапнярської операції — однієї з найвідоміших битв радянсько-української війни на станції Журавлівка, український військовий діяч Олександр Удовиченко з бійцями захопили декілька паровозів і ешелон з майном і амуніцією, що допомогла відкинути вороже військо у бік Тульчина.
Вокзал побудований у 1876 році. Через більш пізнього відкриття — вокзал архітектурно відрізняється від інших будівель на даній лінії. Це одноповерхова будівля, що побудована у вигляді літери «П» і практично позбавлена декору. На початку 2000-х років вокзал був реконструйований. Наразі станція є передатною між Південно-Західною та Одеською залізницею.

## Пасажирське сполучення
На станції зупиняються лише приміські електропоїзди сполученням Жмеринка — Вапнярка. Більшість приміських поїздів по станції Жмеринка узгоджені у Вінницькому напрямку.
До 18 березня 2020 року на станції зупинявся єдиний пасажирський поїзд  далекого сполучення № 93/94 Одеса — Мінськ.
З 18 червня 2021 року призначався в тестовому режимі приміський поїзд сполученням Козятин — Кодима, що прямував через Калинівку, Вінницю, Гнівань, Жмеринку, Рахни, Вапнярку, Крижопіль, Рудницю, Попелюхи (наразі скасований через нерентабельність).